# Порог маскировки
«Порог маскировки» (англ. Masking Threshold) — австрийский фильм 2021 года, снятый Йоханнесом Гренцфуртнером в жанре Лавкрафтовских ужасов, и спродюсированный арт-группой monochrom.

## Сюжет
Скептически настроенный ИТ-специалист пытается вылечить мучительное нарушение слуха, проводя серию экспериментов в импровизированной домашней лаборатории.
Фильм сочетает в себе стиль камерной пьесы, научную процедуру и эстетику распаковки или видеороликов на YouTube «сделай сам» с элементами боди-хоррора и приемами, известными из экспериментального кино. Гренцфуртнер рассматривает фильм в традициях экстремального кино, но содержит элементы психологического ужаса.

В интервью Томасу Кестле Гренцфуртнер рассказывает о мотивации своего героя:
«Порог маскировки» — фильм о страдающем, но своевольном человеке, чьи взгляды на мир и убеждения перевернулись с ног на голову, его догмы обращены против мира и против него самого. Мой главный герой квир, поэтому мы хотим осознать давление общества на него, понять его травмы, через которые он прошел. Но наступает момент, когда симпатия к нему превращается в ужас. Было несколько отличных попыток показать космицизм на экран, но в большинстве случаев это кажется дешевым приемом. Замечательная вещь в сверхъестественной фантастике заключается в том, что мы не можем на самом деле представить ужас, как межпространственное зло, глядя на монстра с щупальцами, который выглядит как нелепая марионетка компьютерной графики. Я не хотел показать, что о чем говорит мой главный и как выглядит опасность. Я действительно хотел показать, к чему это побуждает его.

## В ролях
- Итан Хаслам, — голос главного героя
- Йоханнес Гренцфуртнер, — главный герой
- Катарина Роуз, — Дана

## Премьера
Премьера Masking Threshold состоялась на Fantastic Fest 2021 в Остине, штат Техас. Другие фестивали, в том числе Molins Horror (2021), A Night of Horror (2021), Nightmares (2021), Feratum (2021), South African Horrorfest (2021), Cucalorus, Saskatoon, Slick 'n' Wrong, Shockfest, Film Maudit 2.0, Центральная Флорида, Неназванные кадры в Сан-Франциско, Offscreen в Брюсселе, Diagonale 2022 в Граце, Panic Fest 2022 и Fantaspoa 2002 показали фильм.
Drafthouse Films занималась показом фильма в США. Он был выпущен ограниченным тиражом в кинотеатрах в октябре 2022 года и выпущен в цифровом формате 7 октября 2022 года.

## Критика
Критическая реакция на фильм в основном была положительной. Фильм имеет 100% рейтинг одобрения на веб-сайте-агрегаторе обзоров Rotten Tomatoes со средневзвешенным значением 8,2/10. 
Джен Ямато из Los Angeles Times пишет: «Используя макросъемку и звуковой дизайн в стиле ASMR, захватывающий экспериментальный ужас затягивает вас в кроличью нору, где теоретизирование встречается с творчеством Лавкрафта, паранойя перерастает в тревожный сенсорный опыт. 
Эрик Пипенбург из The New York Times написал: «2022 год был звездным годом для экспериментальных ужасов. Я добавляю наглый и глубоко тревожный фильм Йоханнеса Гренцфуртнера к лучшим критикам года». 
Horror Movies Uncut пишет: «Каждое десятилетие должен выходить один фильм, который действительно тревожит даже самого заядлого любителя ужасов, и «Порог маскировки» может быть именно таким фильмом». Брэдли Гибсон из Film Threat (9/10) пишет: «фильм проверит ваше здравомыслие. Несмотря на графические образы это физическое свойство представляет собой блестящий взгляд на одержимость и возможную ужасную конечную точку редукции до абсурда». UK Film Review (5/5) описывает фильм как: «клаустрофобный, душераздирающий ужас, который, вероятно, вызовет брезгливость даже у самого волевого зрителя». 
iHorror говорит: «фильм не похож ни на что, что вы видели раньше. Это доза чистого безумия, которая постоянно доводится до вас с помощью макрофокуса и звука, который выталкивает вас из всего этого проклятого места. Это безумие без многослойных источников кажется опасным и очень похоже на езду в гоночной машине без ремня безопасности»
Брайан Коллинз из What To Watch (4/5) пишет: «Что касается меня, я даже не могу думать о другом подобном походе в кино. Гренцфуртнер заслуживает какой-то награды за то, насколько хорошо он полностью посвятил себя тому, что кажется кошмарным набором ограничений для режиссера и использовал их в своих интересах. Фильм вычурный и незабываем». 
Киноклуб KPFK называет его «блестяще кошмарным». 
Кинокритик Брэндон Джуделл хвалит сценарий фильма как один из лучших за последние годы: «Благодаря превосходной операторской работе Флориана Хофера и вызывающему благоговейный трепет редактированию Гренцфуртнера и Хофера, Порог маскировки является кривой, анализирующий взгляд на расстройство современного общества».

## Награды
- Фильм из ада - лучший фильм фестиваля Nightmares Film Festival 2021 (Колумбус, Огайо)
- Лучший сценарий на Международном кинофестивале «Ночь ужасов» 2021 (Сидней) [34] (для Йоханнеса Гренцфуртнера и Саманты Линхард)
- Награда «Быть другим» на выставке Terror Molins 2021 (Испания)
- Премия Golden Stake на Shockfest 2021
- Лучший международный полнометражный фильм в области научной фантастики и фэнтези на Feratum Film Fest (Мексика)
- Лучший сценарий на South African Horrorfest 2021 (для Йоханнеса Гренцфуртнера и Саманты Линхард)
- Лучшая операторская работа на Южноафриканском фестивале ужасов 2021 (для Флориана Хофера)
- Лучший монтаж на South African Horrorfest 2021 (для Йоханнеса Гренцфуртнера и Флориана Хофера)
- Лучший полнометражный фильм на Британском фестивале фильмов ужасов 2021 г.
- Лучший трейлер Indie House 2022
- Лучший полнометражный фильм на Film Maudit 2.0 2022 (Лос-Анджелес)
- Лучший монтаж фестиваля на фестивале безымянных кадров 2022 (Сан-Франциско)